# Зіганшина Наталя Камілівна
Наталя Камілівна Газіна (до шлюбу Зіганшина; нар. 24 грудня 1985, Ленінград, СРСР) — російська гімнастка. Бронзова призерка Олімпійських ігор 2004 у командній першості, багаторазова срібна призерка чемпіонатів світу і Європи, дворазова чемпіонка Європи. Заслужений майстер спорту Росії.

## Життєпис
Наталя Зіганшина народилася 24 грудня 1985 в Ленінграді. За національністю — татарка. Батько — Каміл Шамілійович, мати — Тетяна Степанасівна. Її молодша сестра Гульнара Галіч (до шлюбу Зіганшина) також гімнастка, учасниця Чемпіонату Європи серед юніорів 2002, майстер спорту Росії міжнародного класу, нині — тренерка; молодший брат Руслан Зіганшин теж гімнаст. Освіта вища — закінчила ДАФК ім. П. Ф. Лесгафта. Почала займатися гімнастикою в 7 років під керівництвом Маргарити Семенової.
2000 року виграла золото в командній першості на Чемпіонаті Європи серед юніорів.
2001 року виграла два «срібла» на Чемпіонаті світу — в абсолютній та командній першостях.
У 2002 році завоювала «срібло» Чемпіонату світу в опорному стрибку. А за кілька місяців до того стала дворазовою Чемпіонкою Європи (командна першість і опорний стрибок), а також виграла «срібло» у вільних вправах; в абсолютній першості Наталя зупинилася в кроці від п'єдесталу, ставши 4-ю.
Через сильний біль у стегні під час тренувань перед Чемпіонатом світу 2003 була змушена ухвалити рішення пропустити чемпіонат.
Навесні 2004 року Наталя зазнала травми коліна. Знадобилась операція, в результаті якої був вирізаний меніск. Через операцію довелося пропустити Чемпіонат Європи, постало питання про участь у Літній Олімпіаді 2004. Але коліно швидко загоїлося. Наталя досить успішно виступила на Чемпіонаті Росії 2004 і міжнародних змаганнях у Великій Британії. Незабаром її офіційно включили в Олімпійську збірну Росії на Літні Олімпійські ігри 2004.
На Літніх Олімпійських іграх 2004 Наталя у складі збірної Росії завоювала «бронзу» в командній першості. У командній першості вона виступила лише на одному снаряді — різновисоких брусах і набрала невисоку оцінку 9.050. Як згодом зізналася Наталя, на брусах не вийшов «переліт Шушунової». В особистій першості і на окремих снарядах у фінали пройти не вдалося.
Після Літньої Олімпіади 2004 Наталя заявила, що хотіла б виступити зі своєю сестрою на Літніх Олімпійських іграх 2008.
2005 року оголосила про завершення кар'єри через численні травми і відсутність мотивації.
Одружена (в шлюбі — Газіна), двоє дітей.